# 2009, Year of Us
2009, Year of Us é o terceiro EP da boy band sul-coreana SHINee, foi lançado em 22 de outubro de 2009. As faixas "Ring Ding Dong" e "Jo Jo" foram usados como singles promocionais.O EP alcançou o pico de #4 no gráfico de Bugs para a semana de 15-21 de outubro de 2009 (semana 4).
O EP foi lançado no Japão em 20 de janeiro de 2010, com uma capa alternativa e um DVD bônus com teaser do vídeo da música "Ring Ding Dong". O lançamento alcançou a posição #40 na parada semanal Oricon, mapeando por três semanas.
A primeira música solo do EP é interpretada por Onew, a faixa é a, "Naega Saranghaetdeon Ireum" ("The Name I Loved"). Luna do f(x) também faz uma aparição na faixa 4, "Get Down".

## Lista de faixas
| N.º            | Título                                                                    | Letras                                                              | Música                                         | Duração |  |
| 1.             | "Y.O.U (Year of Us)"                                                      | Kim Young-hoo                                                       | Alex Cantrall/Don "Traxx Trigga" Sellers Jr.   | 3:49    |  |
| 2.             | "Ring Ding Dong"                                                          | Yoo Young-jin                                                       | Yoo Young-jin                                  | 3:52    |  |
| 3.             | "Jo Jo"                                                                   | Kenzie                                                              | Kenzie                                         | 3:38    |  |
| 4.             | "Get Down" (Key + Minho feat. Luna do f(x))                               | Minho, Key, JQ, Big Tone, Ryan Jhun, Script Shepherd, Antwann Frost | Solomon Cortes, Script Shepherd, Charley Paige | 3:03    |  |
| 5.             | "Shinee Girl"                                                             | Park Joon-ha                                                        | Park Joon-ha                                   | 3:16    |  |
| 6.             | "Naega Saranghaetdeon Ireum (The Name I Loved)" (Onew feat. Kim Yeon-woo) | Lee Sung-soo                                                        | Lee Sung-soo                                   | 4:36    |  |
| Duração total: | Duração total:                                                            | Duração total:                                                      | Duração total:                                 | 22:18   |  |

## Histórico de lançamento
| País          | Data                  |
| ------------- | --------------------- |
| Coreia do Sul | 22 de outubro de 2009 |
| Japão         | 20 de janeiro de 2010 |

## Singles
- "Ring Ding Dong" foi lançada como single em 14 de outubro de 2009. Foi escrita por Yoo Young-jin.

- "Jo Jo" Foi o segundo single promocional do álbum. A canção foi escrita por Kenzie. Suas promoções começaram no dia 5 de dezembro de 2009.